# Gerwin Coljé
Gerwin Coljé (Woerden, 3 augustus 1994) is een Nederlands langebaanschaatser uit Snelrewaard. Zijn specialiteit ligt op het allround-schaatsen.

## Persoonlijke records[1]
| Afstand      | Tijd     | Datum           | Baan       |
| ------------ | -------- | --------------- | ---------- |
| 500 meter    | 36,55    | 26 januari 2019 | Heerenveen |
| 1000 meter   | 1.12,71  | 4 maart 2019    | Heerenveen |
| 1500 meter   | 1.49,04  | 27 januari 2019 | Heerenveen |
| 5000 meter   | 6.39,24  | 26 januari 2019 | Heerenveen |
| 10.000 meter | 14.09,86 | 28 januari 2018 | Heerenveen |

## Resultaten
| Jaar | NK Allround             |
| ---- | ----------------------- |
| 2016 | NC15 (18e, 17e, 17e, -) |
| 2017 | -                       |
| 2018 | 6e (5e, 8e, 6e, 7e)     |
| 2019 | 10e (6e, 11e, 9e)       |

Daarnaast maakte Coljé deel uit van het team dat brons pakte op de ploegenachtervolging tijdens de Winteruniversiade 2017.